# 20593 Freilich
A 20593 Freilich (ideiglenes jelöléssel 1999 RM180) a Naprendszer kisbolygóövében található aszteroida. A LINEAR projekt keretében fedezték fel 1999. szeptember 9-én.